# Uber Arena (Berlin)
Uber Arena (cunoscută inițial ca O2 World, după aceea Mercedes-Benz Arena) este o arenă polivalentă acoperită din Berlin, Germania, deschisă în septembrie 2008. Construită de Anschutz Entertainment Group, arena a fost denumită O2 World, când O2 Germania a achiziționat drepturile de redenumire a ei. Cu o capacitate de 17.000 de locuri, aceasta este arena de casă a clubului de hochei Eisbären Berlin și a echipei de bachet ALBA Berlin, și este folosită la meciuri de hochei pe gheață, baschet și handbal, dar și pentru concerte. Zona înconjurătoare este ”împânzită” cu diverse centre de divertisment, printre care o cinema, un cazinou, un hotel și multiple baruri și restaurante. În sezonul 2008–09 arena a găzduit finala de patru a Euroleague.

## Galerie

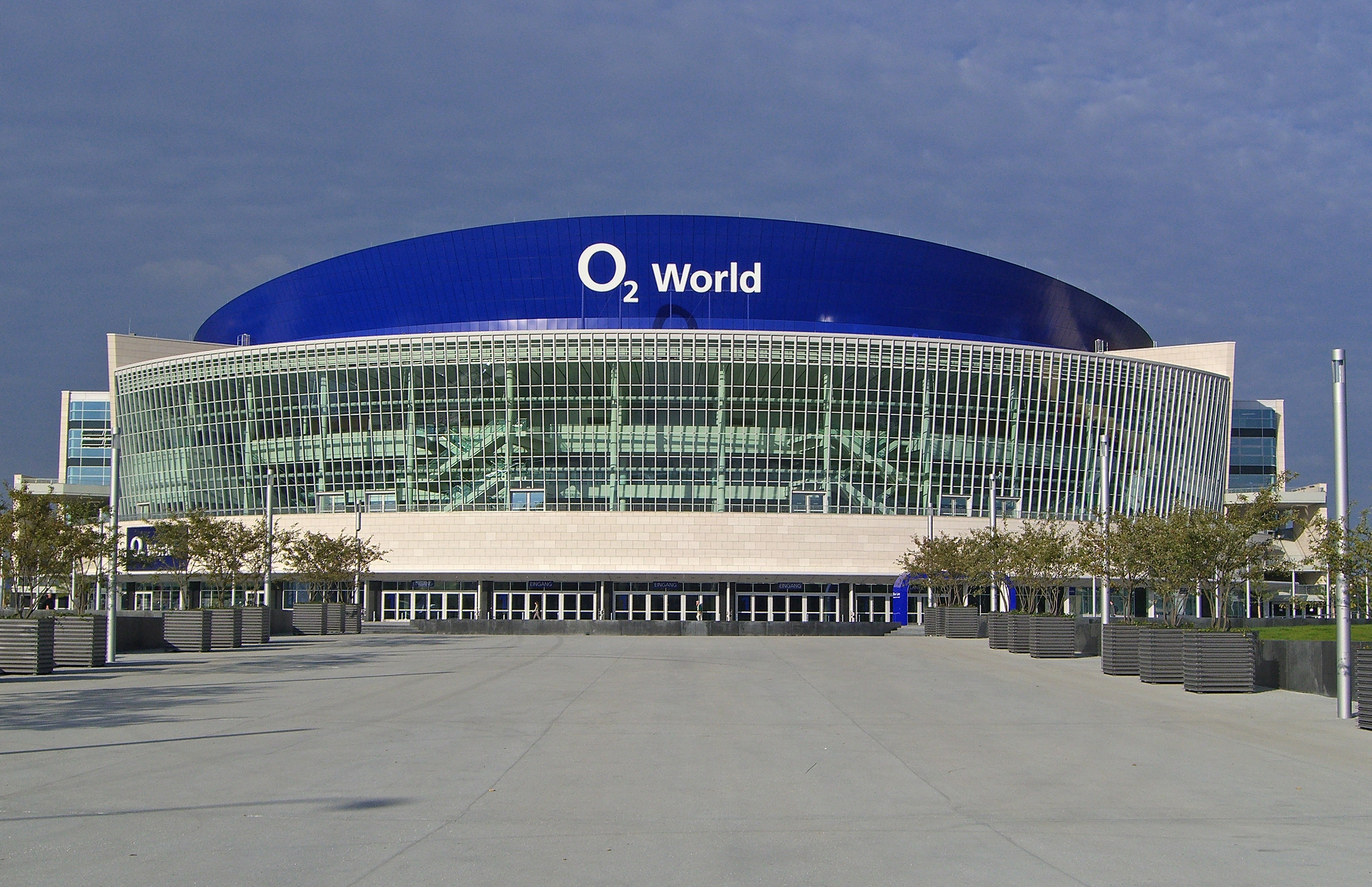
O2 World Berlin
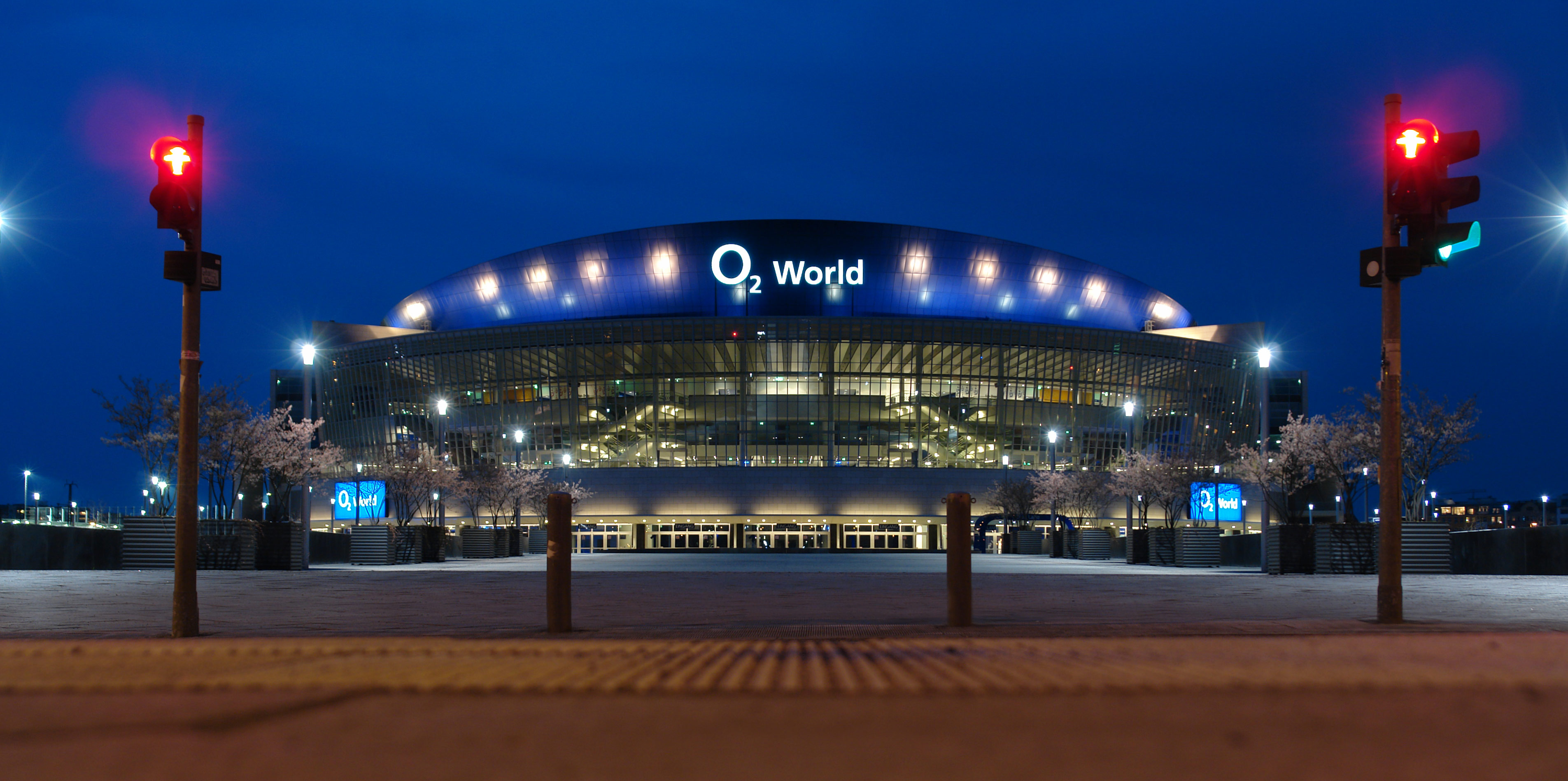
O2 World noaptea
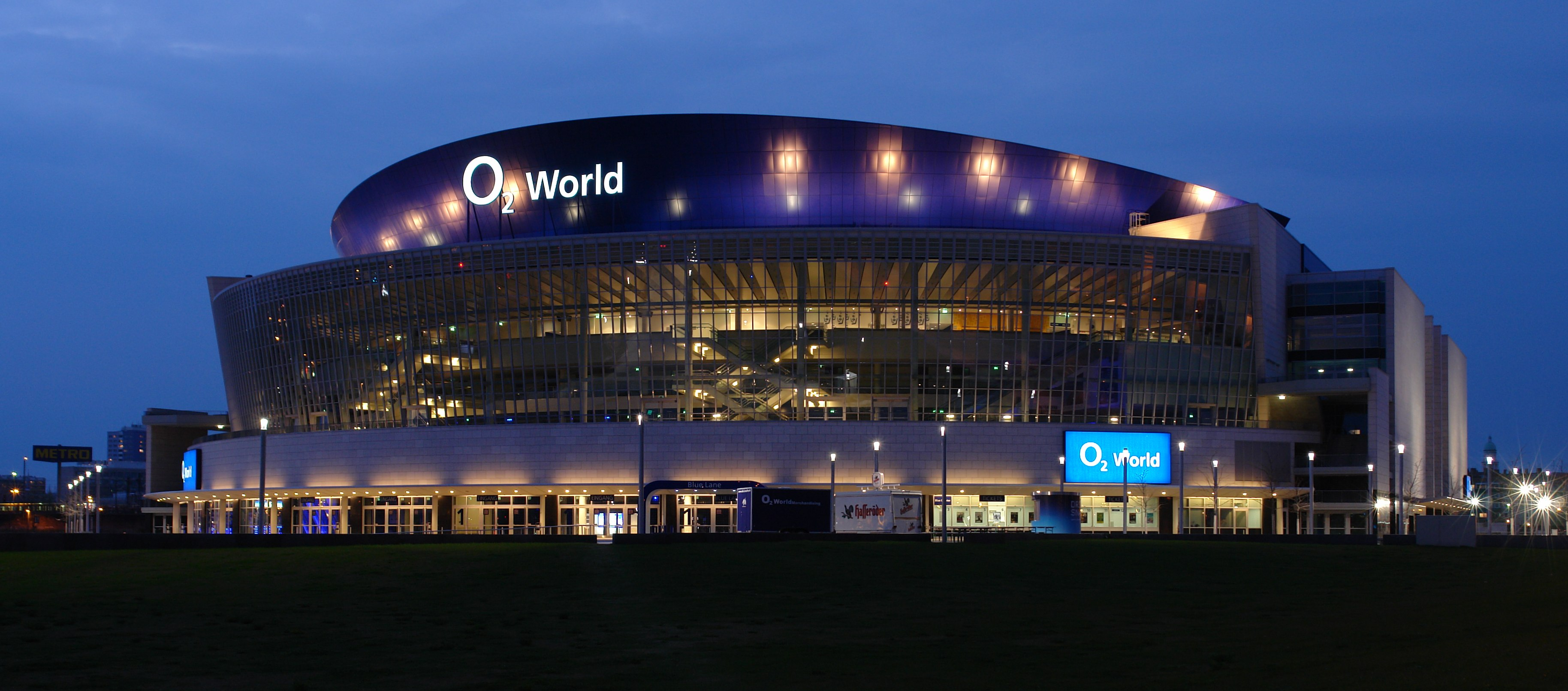
O2 World noaptea
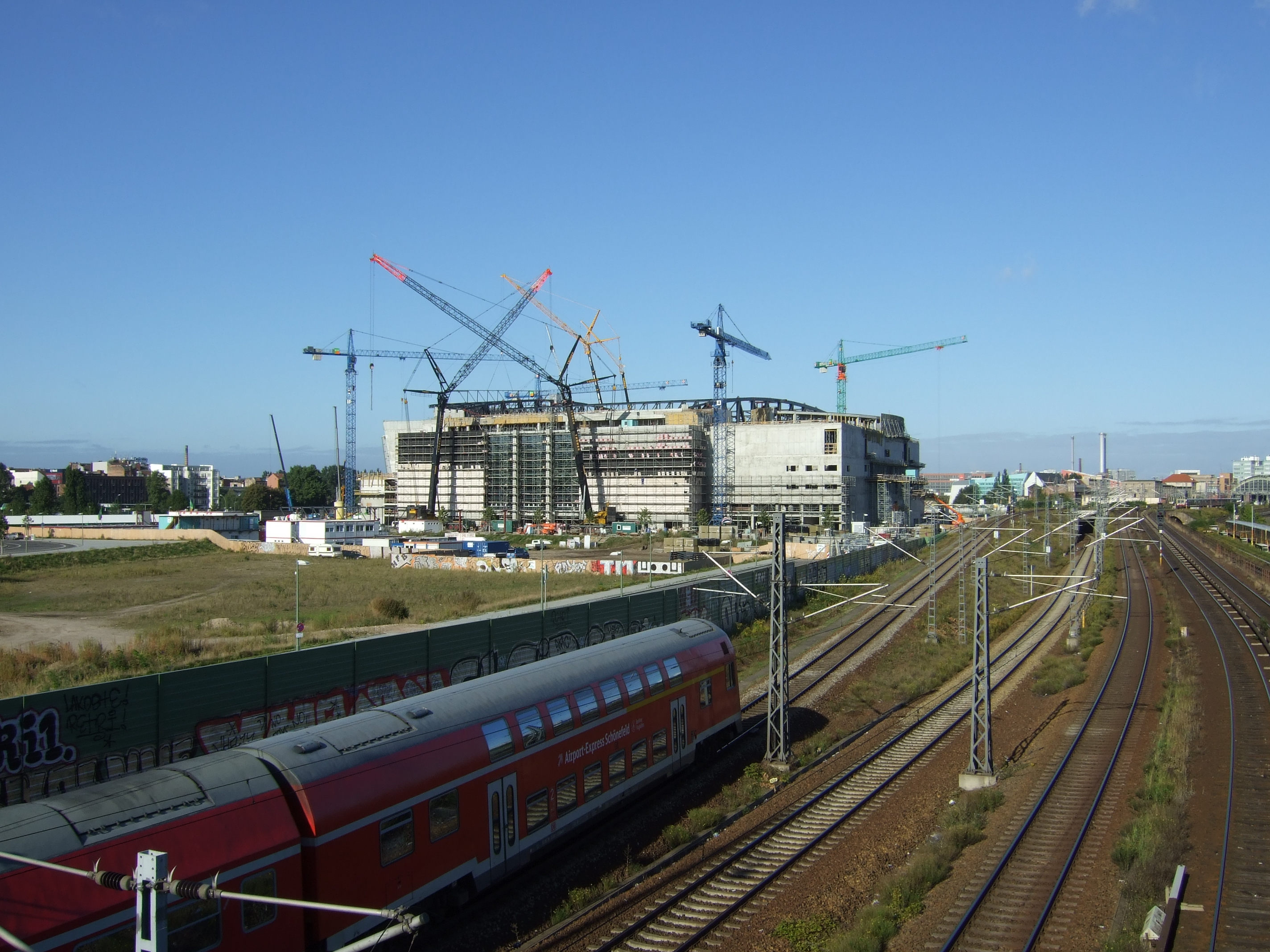
O2 World în construcție
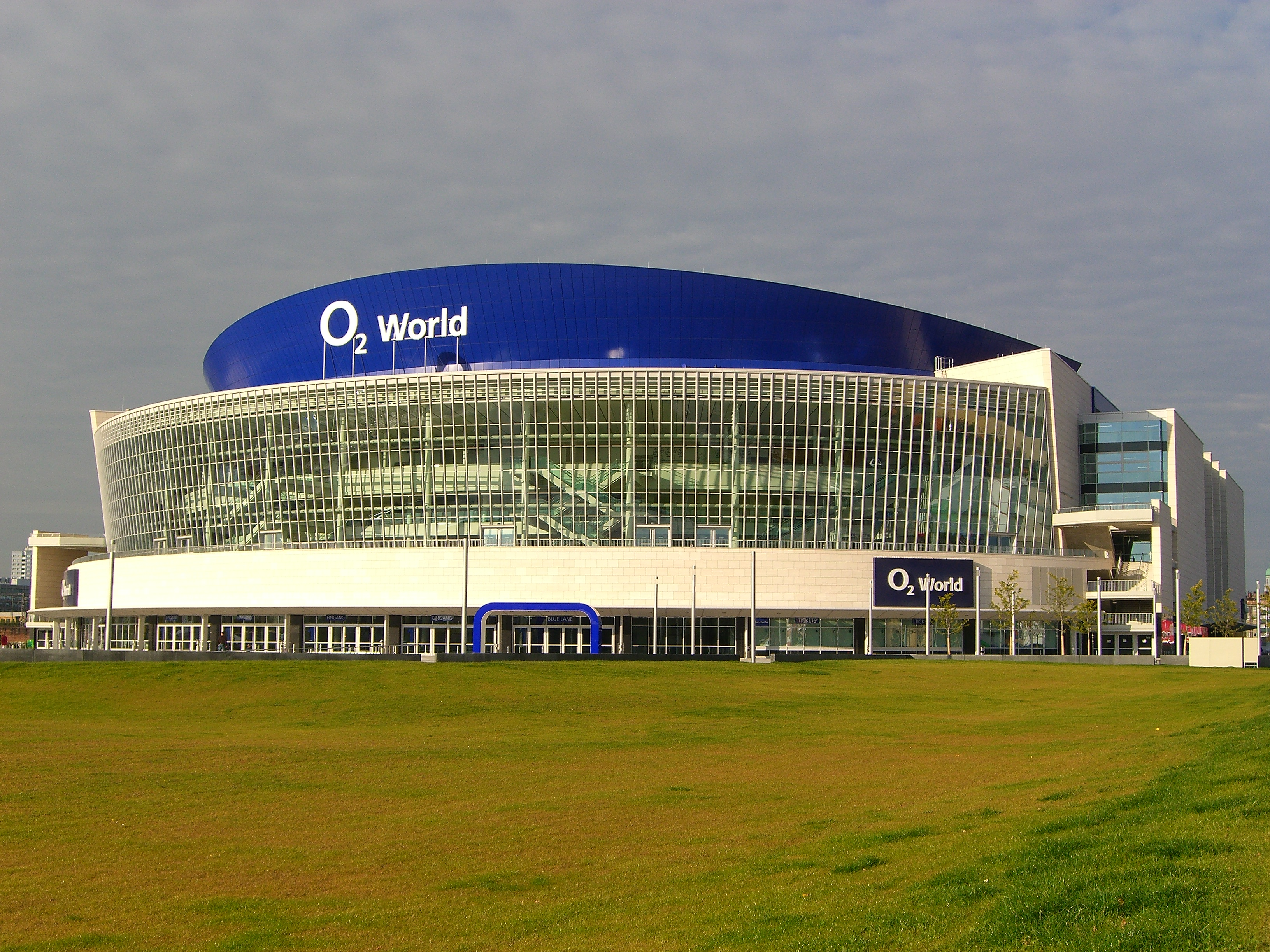
O2 World Berlin Friedrichshain
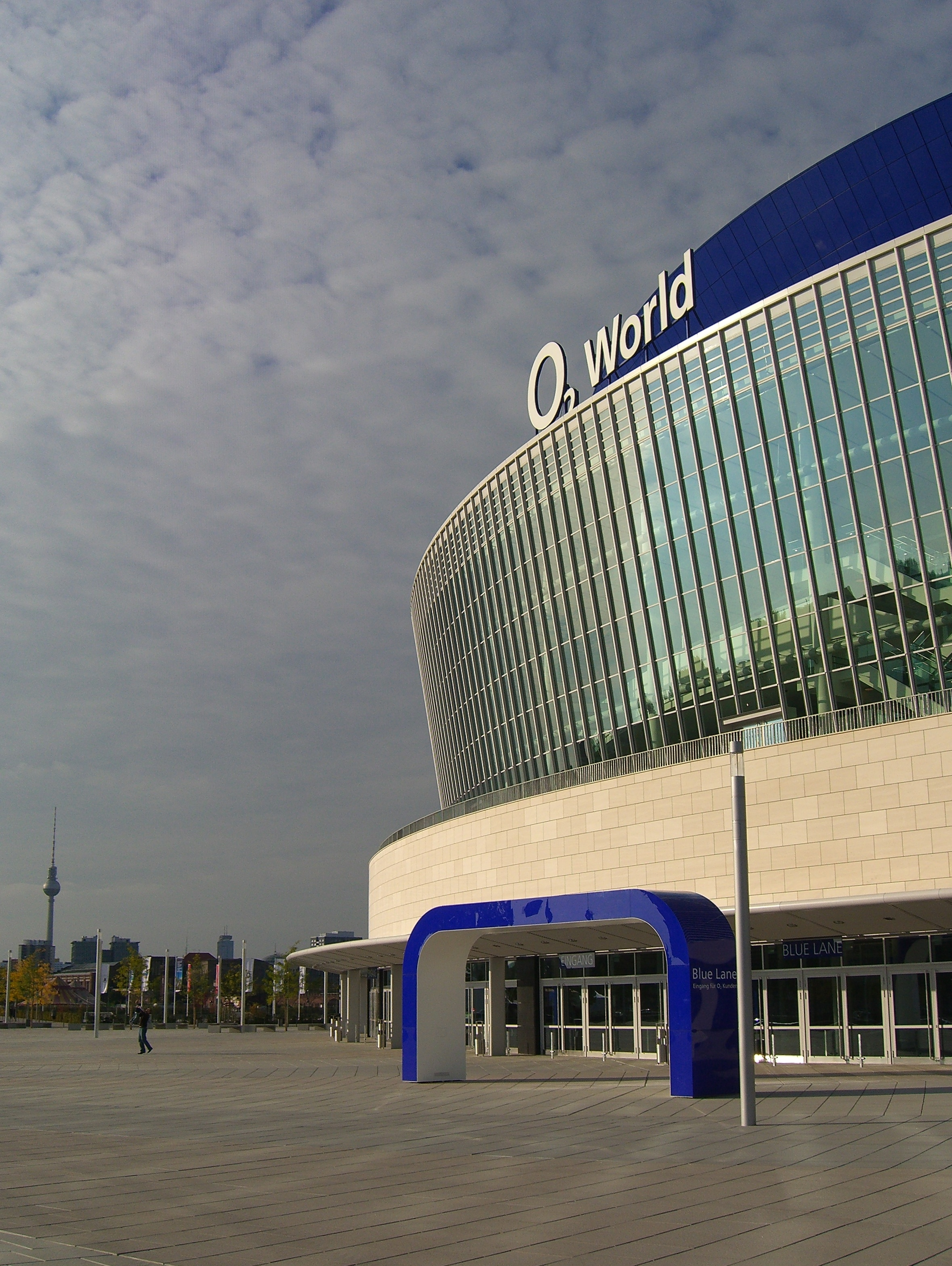
O2 World Berlin Haupteingang
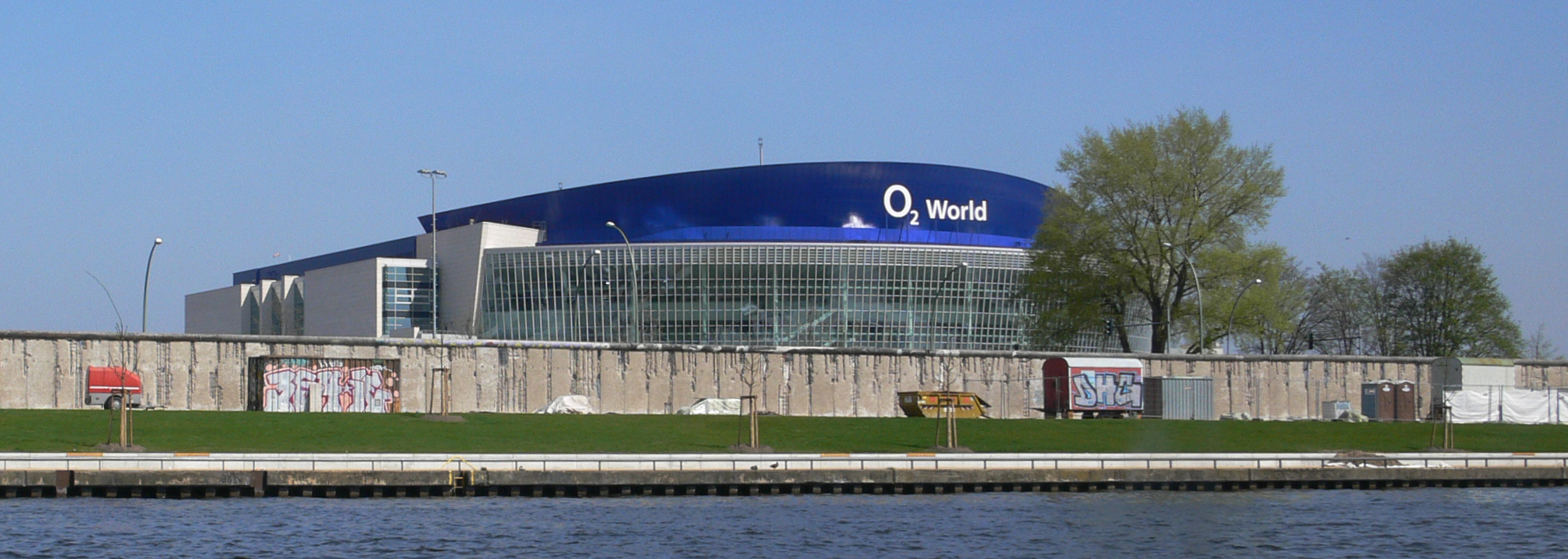
O2 World Spree2
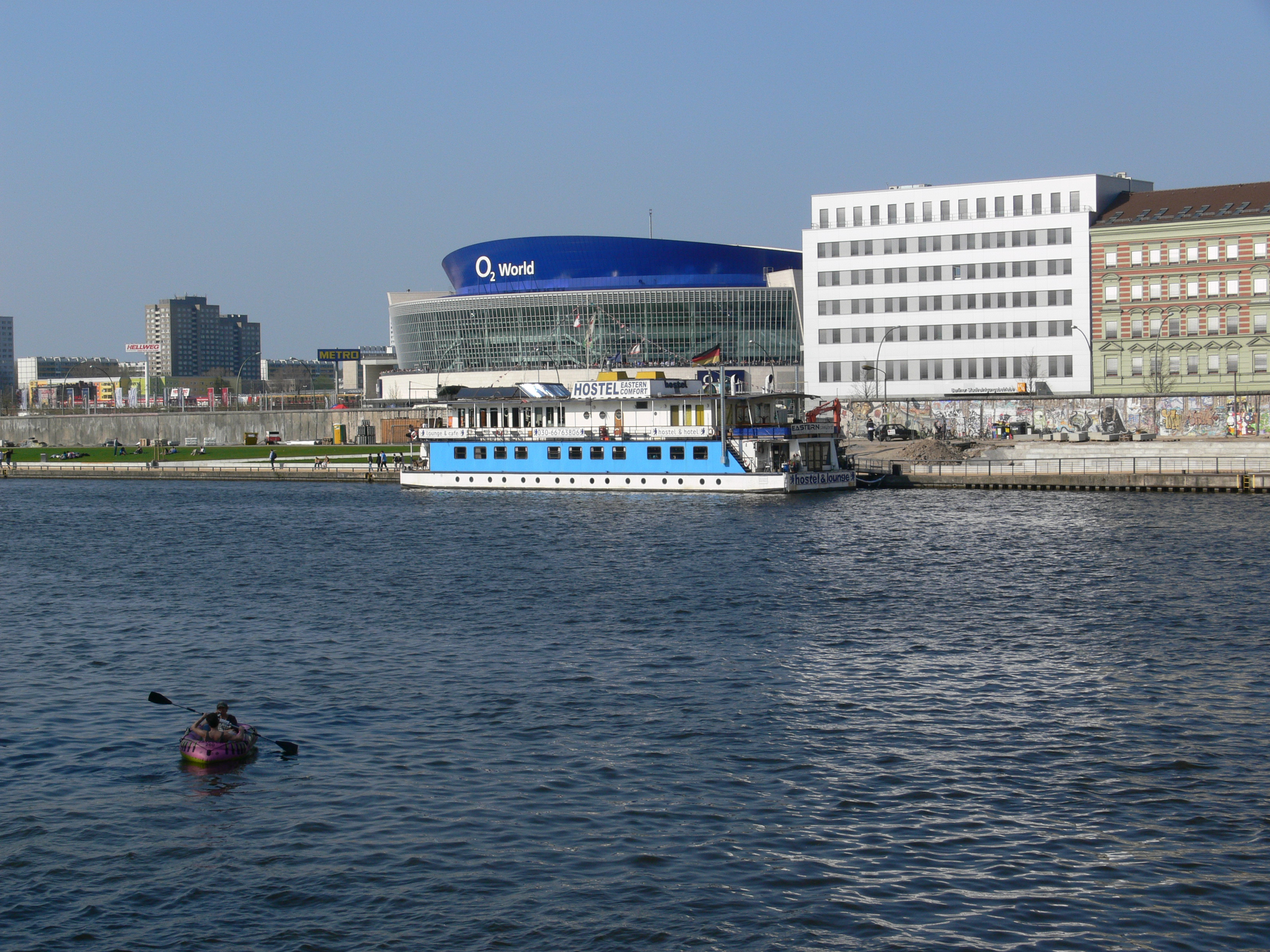
O2 World Spree1
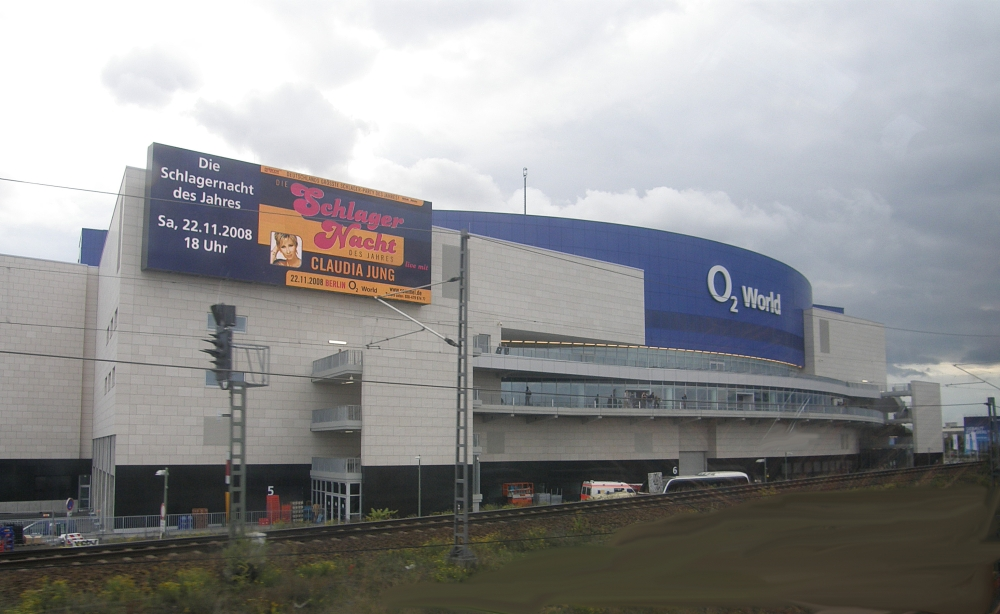
O2 World 01
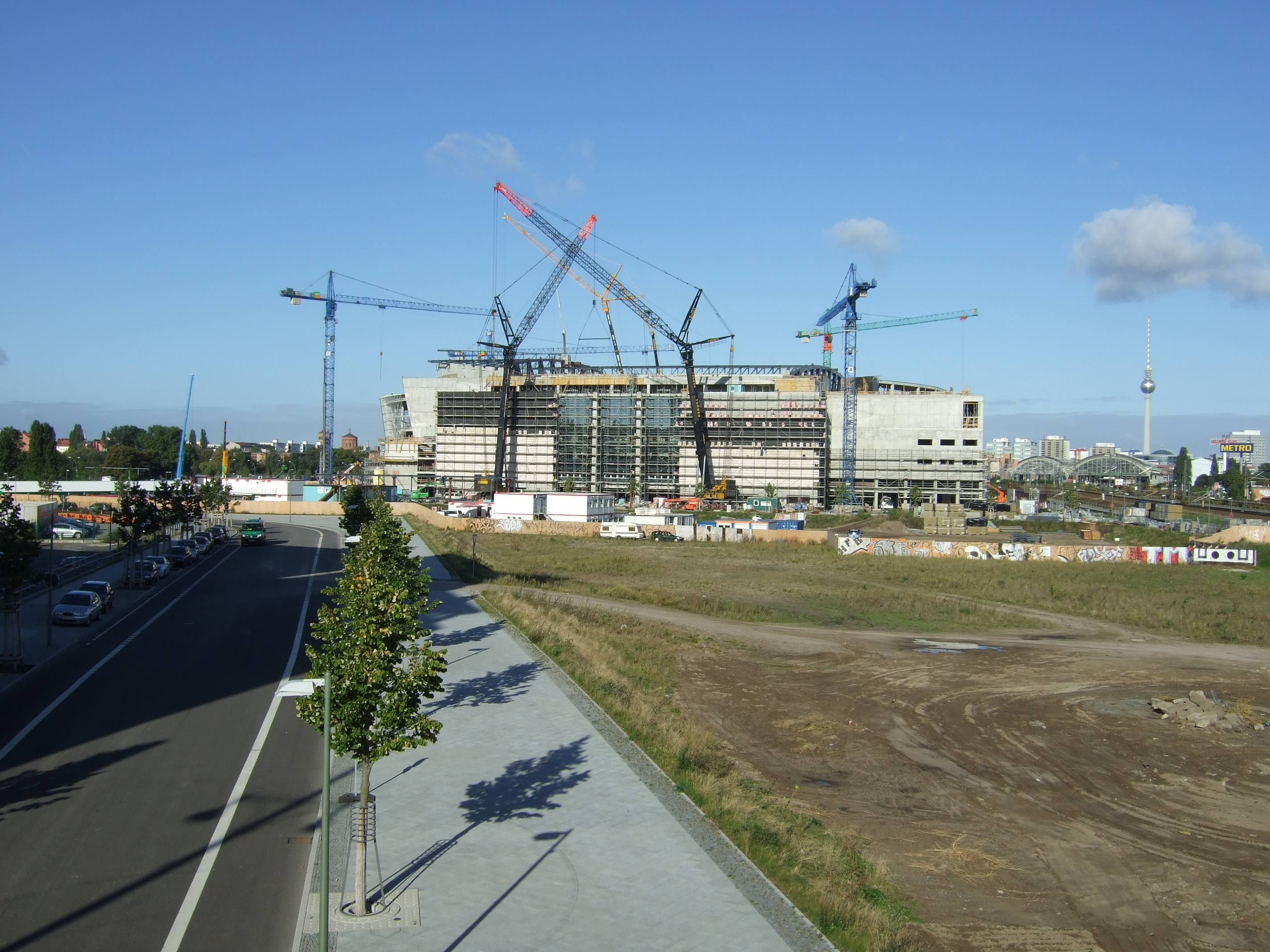
O2 World în construcție
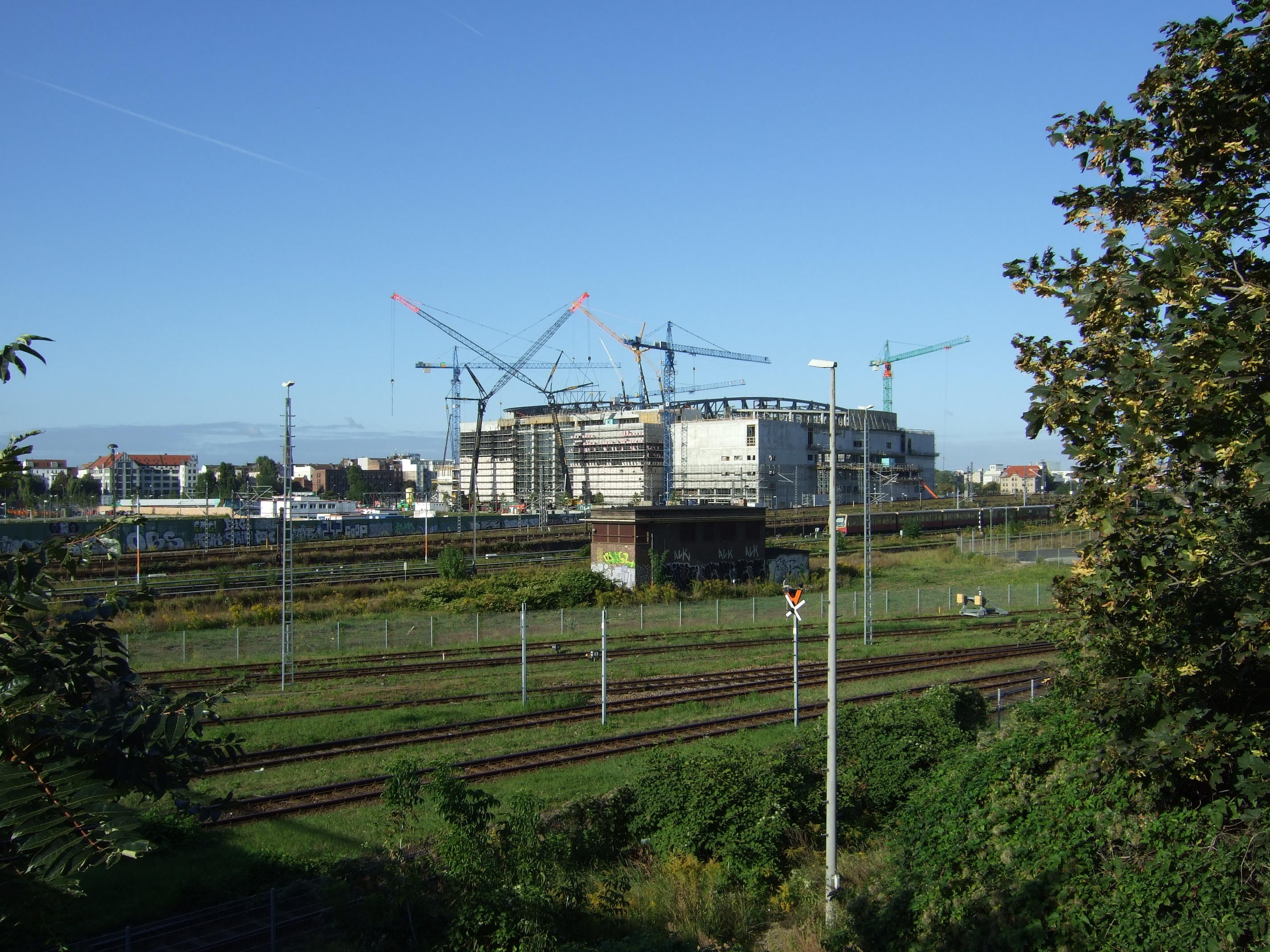
O2 World în construcție
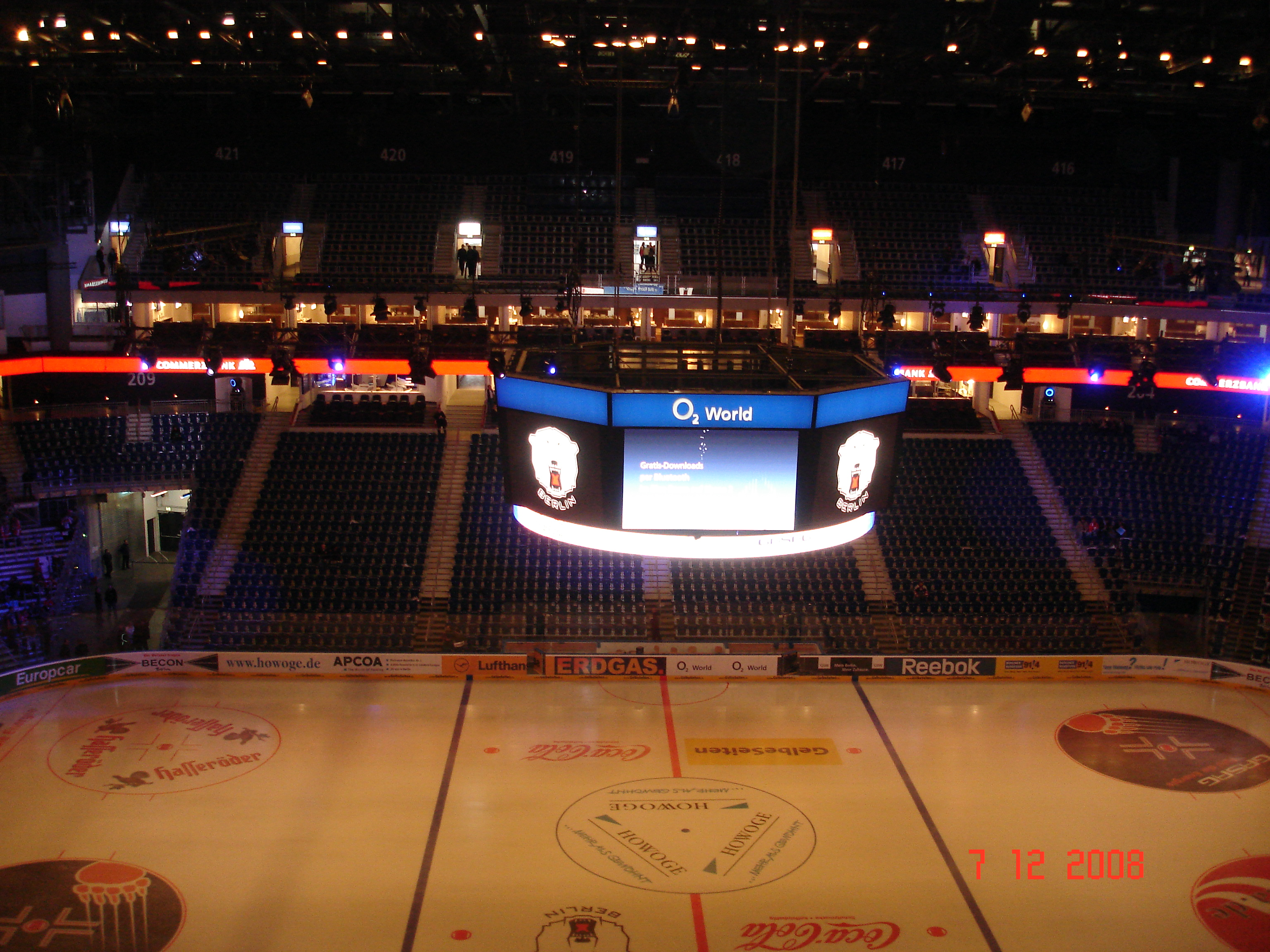
O2 World inside
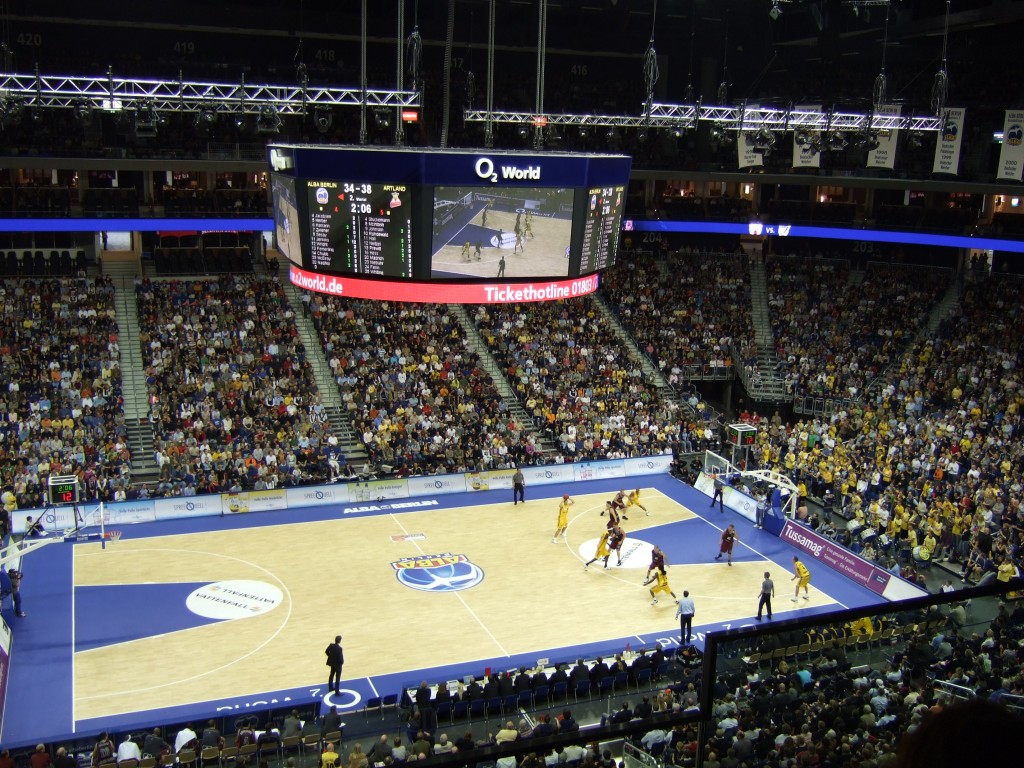
Alba Berlin in O2 World inside
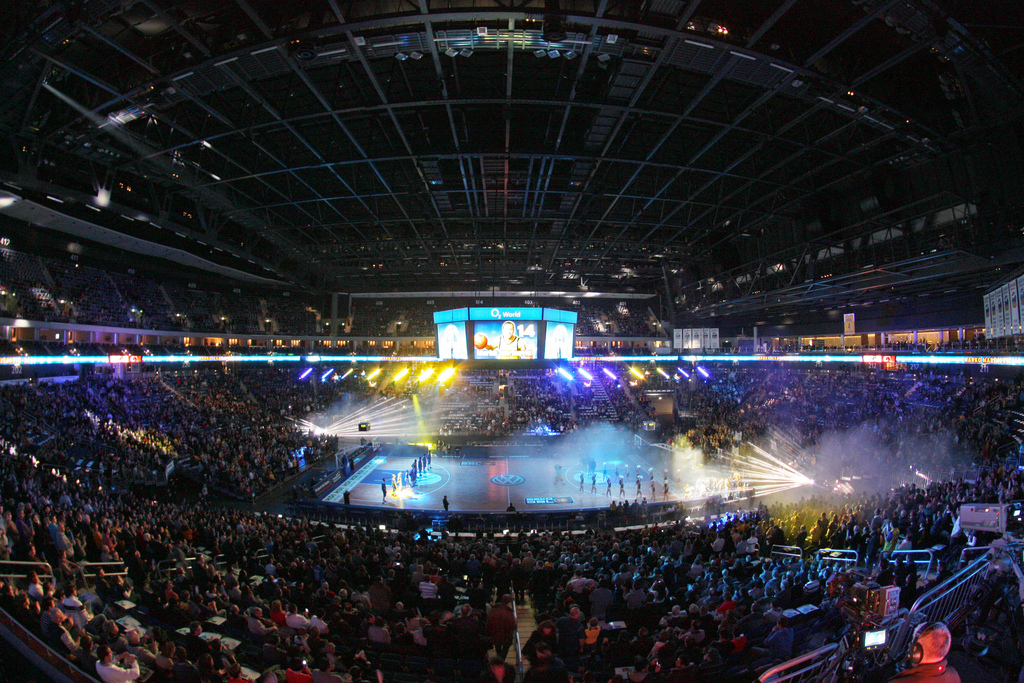
Alba Berlin vs BBC Bayreuth, 19 februarie 2011